# P.S. – Liebe auf Anfang
P.S. – Liebe auf Anfang (Originaltitel: P.S.) ist eine romantische US-amerikanische Filmkomödie aus dem Jahr 2004. Regie führte Dylan Kidd, der auch das Drehbuch anhand eines Romans von Helen Schulman schrieb.

## Handlung
Das Leben der 39-jährigen Louise Harrington ist ruhig, geordnet und leer. Ihre Leidenschaft für Kunst hat sie an die School for The Arts der Columbia University geführt, wo sie Bewerbungsformalitäten regelt. Einer ihrer wenigen Freunde (ihr „einziger Freund“, wie sie sagt) ist ihr Ex-Mann Peter, Dozent für Astronomie, mit dem sie 10 Jahre verheiratet war (sechs davon waren, so sind sich die beiden einig, „wirklich gut“) und zu dem sie inzwischen eine vollkommen platonische Beziehung hat – eine Tendenz, die sich schon in den letzten Ehejahren entwickelt hatte. Ihre beste Freundin Missy Goldberg, Frau des wohlhabenden Autoverkäufers Markus und Mutter von Zwillingen, hat dagegen zu sehr mit sich und ihrem unausgefüllten Sexualleben zu tun, als dass sie auf Louise und deren Probleme eingehen könnte, zumal sie nicht gerade in der Nähe wohnt. Problematisch ist auch Louises Beziehung zu ihrer Familie: Ihrem Bruder Sammy, einem Junkie in Therapie, der versucht, sein Leben wieder auf die Reihe zu bekommen, kann sie seine Sucht und die damit zusammenhängenden Diebstähle und Betrügereien nicht verzeihen und ist irritiert und eifersüchtig, dass ihre Mutter es kann.
Die leidenschaftslose Gemächlichkeit ihres Lebens wird an dem Tag durchbrochen, als Louise eine Bewerbung in die Hände fällt, deren Absender (F. Scott Feinstadt) beinahe denselben Namen trägt, wie Louises tödlich verunglückte Jugendliebe auf der Highschool (Scott Feinstadt). Unter einem Vorwand vereinbart sie einen Termin. Die anfängliche Unsicherheit steigert sich dann allerdings fast zur Panik, als sich herausstellt, dass der junge Maler mit dem Toten nicht nur den Namen und das künstlerische Talent gemeinsam hat, sondern ihm auch in seinem Aussehen, Gebaren und Ausdruck zum Verwechseln ähnlich ist. Die beiden landen noch an diesem ersten Tag im Bett und beginnen eine Affäre.
Doch auch auf andere Weise gerät Louises Leben aus den Fugen: Peter gesteht ihr, sexsüchtig zu sein und sie während ihrer Ehe pausenlos betrogen zu haben. Louise reagiert verletzt, verständnislos und zuletzt wütend, als sie erfährt, dass Peter ausgerechnet bei Sammy um Rat und Hilfe gesucht hat. Sie verweigert jedes Gespräch und wirft Peter hinaus.
Zudem überschattet das – wie sich nach und nach herausstellt – katastrophale Verhältnis von Scott und Louise den Umgang zwischen ihr und F. Scott. Es stellt sich heraus, dass Missy Louise damals Scott ausgespannt hatte und die drei bis zu dem Unfall eine für alle ungesunde Ménage à trois geführt haben. Dass Scott sich damals für Missy entschieden hatte, hat Louise niemals verwunden, und daher kann es nicht verwundern, dass sie panisch reagiert, als sie während ihres Rendezvous mit F. Scott beiläufig erfährt, dass F. Scott und Missy in der Zwischenzeit zufällig miteinander telefoniert haben. Zu Hause lässt Louise F. Scott nackt vor sich hin und her laufen (etwas, was – wie man später erfährt – Scott von Louise verlangt hatte, als er ihr Porträt malen wollte, und wobei er sich, wenn man Missy glauben mag, über Louise lustig gemacht hatte) und zwingt ihn anschließend dazu, sich vorzustellen, wie sein Leben zwanzig Jahre später aussehen würde, wenn er seines Talents verlustig und fett geworden für seinen Onkel Autos verkaufen müsste – eine Grausamkeit, die sich weniger an den Lebenden richtet, als vielmehr an den Toten, dem sie das Leben von Markus, Missys Mann, beschreibt und den sie so davon überzeugen will, dass er sich damals für die Falsche entschieden hatte. Da F. Scott um diese Zusammenhänge nicht weiß, kann er diese Dynamik zwar nicht nachvollziehen, versteht aber, dass sich Louises Wut nicht gegen ihn selbst richtet, meint jedoch fälschlicherweise, Peter sei das wirkliche Ziel. Trotz des miserablen Beginns verbringen die beiden eine liebevolle Nacht miteinander.
Am folgenden Morgen ist F. Scott verschwunden; Louise fährt zu ihrer Mutter und hat dort einen Nervenzusammenbruch. Abends stellt sie Sammy zur Rede; sie wirft ihm vor, ihr über Peters Sexsucht nichts erzählt zu haben und ihrer beider Mutter ausgenutzt und bestohlen zu haben; er hingegen macht ihr klar, dass er sich seinen Problemen gestellt hat. Als sie ihn sarkastisch fragt, ob er auch für sie einige Weisheiten hätte, die Peter anscheinend ja soviel gebracht hätten, entgegnet er: „Finde das Muster!“ Obwohl Louise zunächst zynisch reagiert („Wer hat dir das denn ins Hirn geschissen?“), denkt sie doch darüber nach und kommt schließlich auf den Gedanken nachzuprüfen, ob Missy in der Stadt sein könnte. Als sie sie tatsächlich in einem Hotel findet, streiten sich die beiden Frauen, da auch Missy unbewusst F. Scott mit Scott identifiziert und ein Anrecht auf den „Wiederauferstandenen“ zu haben meint. Aufgewühlt verlässt Louise Missy, um F. Scott über das ganze Dilemma aufzuklären, stößt bei diesem jedoch begreiflicherweise auf eine gedämpfte Reaktion. 
Als Louise allein nach Hause zurückkehrt, wartet Peter dort auf sie. Die beiden sprechen sich aus. Als F. Scott am nächsten Morgen zu Louise kommt, um die Verhältnisse zu klären, findet er dort Peter vor, der auf der Couch übernachtet hatte, und missversteht die Situation, zumal Louise ihn wenig souverän als einen Bewerber der Universität vorstellt. Louise schickt Peter fort und kann F. Scott überzeugen, dass sie und Peter nicht miteinander geschlafen haben. F. Scott klärt nun Louise zunächst darüber auf, dass sein wirklicher Name Francis Scott ist und er von seinen Freunden Fran genannt wird (damit wird die Identität zwischen Fran und Scott aufgebrochen). Anschließend macht er ihr seine Gefühle und das emotionale Chaos klar, in das ihn Louises Eröffnungen vom Vorabend gestürzt haben. Louise, zunächst gerührt, wird wieder misstrauisch, als sie hört, dass Fran in seiner Verzweiflung zu Missy gefahren ist, um sich mit ihr über Louise auszusprechen. Als sie zu wissen verlangt, was in der Nacht geschehen ist, winkt Fran ab und geht. Missy, von Louise mit derselben Frage konfrontiert, gibt zu, versucht zu haben, Fran zu verführen – allerdings vergeblich, da Fran nur Louise im Kopf habe.
Obwohl sich die Dinge solcherart nach und nach klären, treffen sich Fran und Louise erst wieder, als Fran sein Ergebnis des Auswahlverfahrens für die Kunsthochschule abholt. Zu seiner Überraschung ist er aufgenommen, was er, wie Louise feststellt, ausschließlich der Qualität seiner Bilder zu verdanken hat. Der Film schließt mit einem nicht leidenschaftslosen Kuss der beiden.

## Kritiken
Roger Ebert schrieb in der Chicago Sun-Times vom 19. November 2004, der Film sei neben Birth der zweite Film in zwei Wochen, der Reinkarnation als Vorwand für sündhaften Sex verwende, bei dem eine Frau einen viel jüngeren Partner habe. Beide seien faszinierend, weil der jeweilige jüngere Charakter genauso mit den Augen der Zuschauer wie auch mit den Augen der älteren Frau gesehen würde.
Das Lexikon des internationalen Films schrieb, der Film sei eine „überzeugend inszenierte und gespielte romantische Komödie, die nie den Fantasy-Aspekt der Geschichte“ kläre, „sondern sich ganz auf die fantastische Liebe“ konzentriere.

## Auszeichnungen
Topher Grace erhielt im Jahr 2004 den National Board of Review Award. Laura Linney wurde 2005 für den Golden Satellite Award nominiert; sie gewann 2005 einen Preis des Festival Internacional de Cine de Mar del Plata, während Dylan Kidd auf diesem Festival eine Nominierung in der Kategorie Bester Film erhielt. Der Film wurde 2005 für den Preis Artios der Casting Society of America nominiert.

## Hintergründe
Der Film wurde in New York City gedreht. Die Weltpremiere fand am 3. September 2004 genauso auf den Internationalen Filmfestspielen von Venedig wie auch auf dem Telluride Film Festival statt. Am 13. September 2004 wurde der Film auf dem Toronto International Film Festival gezeigt, dem einige weitere Filmfestivals folgten. Der Film wurde in den ausgewählten Kinos der USA vorgeführt, in denen er ca. 175 Tsd. US-Dollar einspielte.